# Генрих XXIV (граф Рейсс-Эберсдорфа)
Генрих XXIV (нем. Heinrich XXIV; 22 января 1724, Эберсдорф — 13 мая 1779, Эберсдорф) — граф Рейсс-Эберсдорфа из рода Рейсс. Дед Леопольда I Бельгийского, прадед королевы Великобритании Виктории и предок многих правителей.

## Биография
Генрих XXIV был старшим сыном графа Генриха XXIX Рейсс-Эберсдорфского и его жены графини Софии Теодора Кастель-Ремлинген. В 1743-1746 годы учился в Йенском университете. Он наследовал своему отцу на посту графа Рейсс-Эберсдорфа в 1747 году. В 1747 году входил правительство и консисторский совет герцогства Брауншвейг-Люнебург. 
В то время как его родители были ярыми сторонниками Моравской церкви, Генрих XXIV мало интересовался пиетизмом. В Эберсдорфе, некогда центре этой конфессии в Тюрингии, осталась только одна институциональная община, независимая от государственной церкви, независимость которой была подтверждена Генрихом в указе от 1 июня 1761 года. Этот указ также дал возможность ремесленникам и торговцам селиться здесь независимо от гильдий.
С 1751 года Генрих XXIV совершил множество путешествий по Европе чтобы скопировать и исследовать документы по истории Рейсского дома. Эти сведение были опубликованы в 20-томной книге. 

## Семья
28 июня 1754 года граф женился на Каролине Эрнестине (1727—1796) в Турнау, дочери графа Георга Августа Эрбах-Шенбергского, от которой у него было семь детей:
- Генрих XLVI (1755—1757)
- Августа Каролина София (1757—1831) жена герцога Франца Саксен-Кобург-Заальфельдского (1750—1806)
- Луиза Кристина (1759—1840) жена князя Генрих XLIII. Рейсс-Кёстрицкого (1752—1814)
- Генрих LI (1761—1822), князь Рейсс-Эберсдорфский
- Эрнестина Фердинанда (1762—1763)
- Генрих LIII (1765—1770)
- София Генриетта (1767—1801) жена князя Эмиха Карл Лейнингенского (1763—1814)

Через свою дочь Августу Каролину Софию стал дедом Леопольда I Бельгийского и прадедом королевы Виктории.